# 富岡佳子
富岡 佳子（とみおか よしこ、1969年3月28日 - ）は、日本の女性ファッションモデル。
大阪府出身。FELICITE所属。既婚、一児の母で、女性ファッション雑誌『VERY』の専属モデルとしての露出や、その後に続く『STORY』の表紙への継続的な登場などから特に知られてきた。現在はアラフィフ向けファッション雑誌『eclat』のカバーモデルを務める。

## 略歴
大阪の短期大学に在学していた19歳当時、知人の誘いを受けてファッション雑誌『CanCam』のモデルの仕事を経験、同誌から定期的に声が掛かるようになり、撮影の仕事のたびに大阪・東京間を新幹線で往復するという日々を送った。その後は『LEE』『CLASSY.』を経て、『VERY』の専属モデルとして活動する。
2009年9月号から『STORY』の専属モデルとして活動し、2010年5月号から表紙モデルに起用された。モデル歴20年以上にして初の表紙経験であった。以後、『STORY』への露出を中心に、CMや広告など幅広く活動。2012年から毎日放送の情報バラエティ番組『知っとこ！』に司会者として出演。2014年には初のスタイルブック『YOSHIKO TOMIOKA STYLE BOOK』を発売している。
2016年4月号で『STORY』を卒業し、同年10月号から『eclat』の表紙モデルとして活動する。
2020年4年30日にオスカープロモーション（モデル本部）を退社。

## 人物
1999年に結婚し、2000年に第1子女児を出産した。
ネイリストの資格を所持している。

## 出演

### 雑誌
- CanCam（小学館）[5]
- with（講談社）[14]
- LEE（集英社）[5]
- CLASSY.（光文社）[5]
- VERY（光文社）[5]
- STORY（光文社）[5]
- eclat（集英社）[5]

### 広告
- 『GGロゼ』(SONOKO)[15]
- 『SK-II』（マックスファクター）[15]
- 『NTTドコモ』[16]
- 『キャノファクス』（キャノン）[16]
- 『DELL』[16]
- 『リゾッチャ』(JAL)[16]
- 『Soave』（ワールド）[16]
- 『タペストリー』（ユニクロ）[16]
- 『AKAKURA』（オール）[16]
- 『メルローズ・アン・ファミーユ』（メルローズ）[16]
- 『サポートウォーク(R)ウエア』（シャルレ、2011年10月7日発売）[17]

### テレビ番組
- 知っとこ!（毎日放送、ゲスト：2011年8月13日[18]、司会：2012年4月[19] - 2015年3月）
- PON!（日本テレビ、2011年11月2日 - 23日）[18]
- DON!（日本テレビ、2010年4月1日 - 5月19日）[18]
- くらしのサプリ!集合!○○三姉妹 〜Girl's Adventure〜（BS朝日、2012年8月26日 - 2013年2月17日）
- 白熱ライブ ビビット（TBS、2016年10月 - ） - 木曜日パーソナリティ（隔週）[20]

### テレビCM
- 『コフレ』（ポーラ化粧品）[21]
- 『アタックギフト』（花王）[21]
- 『マクビティ ダイジェスティブビスケット』（明治製菓）[16]
- 『パナソニック・デジカム』（松下電器産業）[16]
- 『ネスレアドミニストレーション』[16]
- 『UR都市機構』[21]
- 『つづく幸せプレゼント・リフォーム（今すぐお店へ）』（ネスレ、2003年3月8日より）[22]
- 『Passo Sette』（TOYOTA、2008年12月26日〜2009年6月24日：『登場篇』／2009年3月2日〜2009年6月24日：『フラダンス篇』[23]） 共/堂珍敦子ほか[24]

### その他
- ウェブサイト：『selec+me』（サンエー・インターナショナル、2011年12月11日より） 共/小畑由香里、藤井悠、木下ココ、浦浜アリサ、Tommy、鈴木サチ、菅原沙樹、森絵里香、平野由美、青山レイラ、LIZA[25]
- カタログ：『d-BEAUTY』（表紙：2012年4月1日発行『2012夏号』、ディノス）[26]

## 書籍
- 『かわいいオトナの創りかた』（2012年3月2日発売、メディアファクトリー）[27]
- 『YOSHIKO TOMIOKA STYLE BOOK 富岡佳子 シンプルなファッションを「素敵!」に見せる私の発見60』（2014年11月14日発売、光文社）[28]